# 羅林鎮區 (密歇根州)
羅林鎮區（英語：Rollin Township）是位於美國密歇根州萊納維縣的一個行政鎮區。

## 地方資料
羅林鎮區的面積為93.70平方千米，當中陸地面積為87.80平方千米，而水域面積為5.90平方千米。根據2020年美國人口普查的數據，當地共有人口3035人，而人口密度為每平方千米32.39人。